# Salsa suprema
La salsa suprema è una vellutata di pollo che si fa addensare con un roux bianco e si arricchisce con panna, o per variare, con uova e formaggio. Alcuni cuochi usano acidificare questa salsa usando panna acida o aggiungendo condimenti acidi come succo di limone o aceto. Alcuni cuochi usano altri gallinacei come il cappone, la gallina, la gallina faraona e il tacchino.

## Etimologia
Salsa deriva dal femminile latino salsus, che significa salato,, da cui deriva anche sale , il condimento base di ogni alimento; suprema deriva dal superlativo latino supremus, (da superus, al di sopra), che significa al di sopra di tutto .

## Storia
Pierre-Marie-Jean Cousin de Courchamps, nel 1853, nel suo dizionario di cucina, descrive la salsa suprema , arricchita con un uovo e aromatizzata con succo di limone o con una specie di aceto chiamato agresto in francese, vertjus  o succo verde.
Alexandre Dumas nel 1873, nel suo dizionario di cucina copia la ricetta del Courchamps .
Edmond Richardin  nel 1907, descrive la preparazione di una salsa suprema  arricchita con bianchi d'uovo.
Auguste Escoffier nel 1934, nel suo libro Ma cuisine, descrive una salsa suprema fatta con panna acida .
Prosper Montagnè nel 1938, nell'enciclopedia francese di cucina Larousse gastronomique, parla di supreme sauce arricchita con panna acida .
Julia Child nel 1964, nel suo libro Mastering the Art of French Cooking, parla di Arricchimento delle creme, di cream cauce e include una sauce creme o sauce supreme . Cita inoltre una variante, la salsa suprema di pesce , usata per condire le chenelle di pesce .
Alain Ducasse nel 2003, nel suo Grand livre de cuisine, Bistrots, Brasseries, Restaurant de tradition,, descrive una salsa suprema arricchita con panna acida  e bianchi d'uovo e la adopera per condire un pollo dell'Ain.
Viene ricordata una ricetta gradita a Giuseppe Verdi, quando mangiava al ristorante, che era il cappone lesso con una salsa suprema di cappone arricchita con fumetto di tartufo .
Luigi Veronelli prepara la salsa suprema aggiungendo fumetto di funghi e panna e la usa per condire del riso bollito e petto di pollo arrosto .

## Preparazione
Per la salsa suprema si prepara un fondo bianco di  pollo o di gallina e un roux con burro e farina. Si unisce il fondo al roux facendo una vellutata di pollo. Alla vellutata di pollo si aggiunge panna rigorosamente fresca, pepe macinato e sale.

## Varianti
La salsa suprema si può arricchire aggiungendo tuorli d'uovo e formaggio grattugiato.

## Derivate
Aggiungendo alla salsa suprema del purè di pomodoro fresco, si ottiene la salsa aurora .

## Uso
La salsa suprema in generale si usa per condire il pollo o la gallina bolliti, che si mangiano assieme ad un piatto di riso bollito.